# Еоцен
| Система/ Період                                                          | Відділ/ Епоха    | Ярус/ Вік           | Вік (млн років) | Вік (млн років) |
| ------------------------------------------------------------------------ | ---------------- | ------------------- | --------------- | --------------- |
| Неоген, N                                                                | Міоцен, N1       | Аквітанський, N1aqt | молодше         | молодше         |
| Палеоген, Ꝑ                                                              | Олігоцен, Ꝑ3     | Хаттський, Ꝑ3h      | 23,03           | 27,82           |
| Палеоген, Ꝑ                                                              | Олігоцен, Ꝑ3     | Рюпельський, Ꝑ3r    | 27,82           | 33,9            |
| Палеоген, Ꝑ                                                              | Еоцен, Ꝑ2        | Приабонський, Ꝑ2p   | 33,9            | 37,8            |
| Палеоген, Ꝑ                                                              | Еоцен, Ꝑ2        | Бартонський, Ꝑ2b    | 37,8            | 41.2            |
| Палеоген, Ꝑ                                                              | Еоцен, Ꝑ2        | Лютецький, Ꝑ2l      | 41,2            | 47,8            |
| Палеоген, Ꝑ                                                              | Еоцен, Ꝑ2        | Іпрський, Ꝑ2i       | 47,8            | 56,0            |
| Палеоген, Ꝑ                                                              | Палеоцен, Ꝑ1     | Танетський, Ꝑ1t     | 56,0            | 59,2            |
| Палеоген, Ꝑ                                                              | Палеоцен, Ꝑ1     | Зеландський, Ꝑ1z    | 59,2            | 61,6            |
| Палеоген, Ꝑ                                                              | Палеоцен, Ꝑ1     | Данський, Ꝑ1d       | 61,6            | 66,0            |
| Крейда, K                                                                | Верхня/Пізня, K2 | Маастрихтський, K2m | древніше        | древніше        |
| Підрозділи палеогенової системи наведені згідно МКС, станом на 2018 рік. |                  |                     |                 |                 |
| п о р                                                                    |                  |                     |                 |                 |

Еоце́нова епо́ха, еоцен (дав.-гр. ἠώς — «світанок» і дав.-гр. καινός — «новий») — середня геологічна епоха палеогенового періоду. Почалася 56,0 і закінчилась 33,9 млн років тому, тривала близько 22 млн років. Змінила палеоцен, змінилась олігоценом. Характеризується розвитком вічнозеленої тропічної рослинності (лаври, мирти, пальми). Відбулися значні трансгресії морів, моря вкривали Центральну і Південну Європу, Північну Африку, Південну Азію й Північну Америку.
Назва «еоцен» уперше була запропонована шотландським геологом Чарлзом Лайєлем в 1833 році. Пізніше, у 1855 році зі складу верхнього еоцену виділили олігоцен, а в 1874 році зі складу нижнього еоцену — палеоцен.

## Періодизація
Еоценова епоха поділяється на 4 віки:
| Західна Європа | Кримсько-Кавказька система | Вік                      |
| -------------- | -------------------------- | ------------------------ |
| Приабон        | Альм                       | 37,8—33,9 млн років тому |
| Бартон         | Бодрак                     | 41,2—37,8 млн років тому |
| Лютет          | Сімферополь                | 47,8—41,2 млн років тому |
| Іпр            | Бахчисарай                 | 56,0—47,8 млн років тому |

Перші схеми поділу для усього палеогену були розроблені для Паризького, Бельгійського, Лондонсько-Гемпширського басейнів.

## Геологія

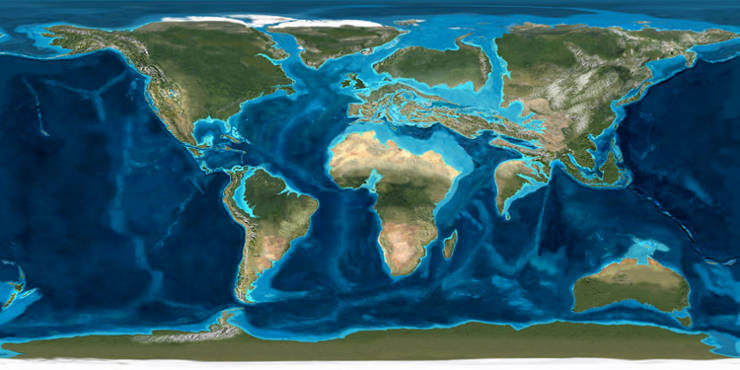
Мапа Землі 50 млн р. т.

Відклади, що утворилися протягом еоценової епохи, становлять еоценовий відділ. Відклади еоцену (вапняки, мергелі, глини, пісковики та ін.) поширені в Україні в межах Криму, Карпат, Українського щита, Дніпровсько-Донецької западини й Причорноморської западини. З ними пов'язані родовища нафти (Карпати, Північний Кавказ, Фергана), газу, бурого вугілля (Придніпровський буровугільний басейн, Східний Сибір), каоліну, фосфоритів (Чернігів, Донбас, Тургай), діатомітів (Воронезька антекліза, Західно-Сибірська рівнина), залізних руд (Західно-Сибірська рівнина), будівельних матеріалів тощо.

## Клімат

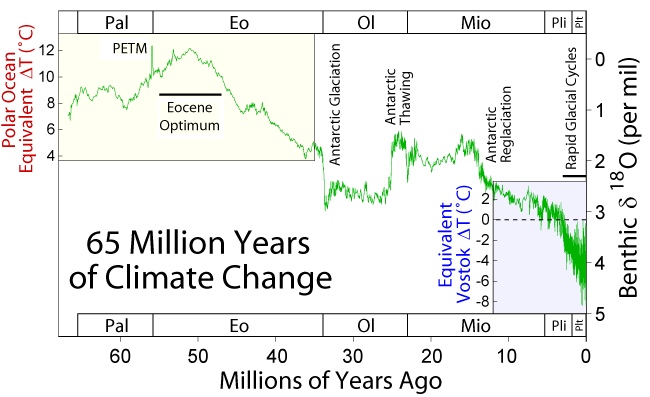
Графік кліматичних змін в кайнозої. Позначено еоценовий оптимум і замерзання Антарктиди

На початку еоцену клімат залишався теплим і вологим. Приблизно 43 млн років тому, кінець лютету, клімат на Землі став більш прохолодним і сухим.
Приблизно 36 млн років тому наприкінці еоцену почала замерзати Антарктика; її поверхня повільно вкривалася величезним крижаним щитом. Клімат на планеті став більш прохолодним, а рівень води в океанах впав — відбулась значна регресія моря. У різних частинах планети сильно змінився сезонний ритм дощів.

## Флора та фауна
На початку еоцену значна частина суші була вкрита непрохідними джунглями. По лісовій підстилці бігали й стрибали примітивні ссавці (крихітний кінь пропалеотерій (Propalaeotherium), лептіктиди (Leptictida) тощо). На деревах жив один з найдавніших приматів — годиноція (Godinotia). В Азії жили амбулоцети (Ambulocetus natans) — примітивні кити, що ще вміли ходити сушею. На суходолі з'явилися перші примітивні носорогові (Rhinocerotidae), тапірові (Tapiridae), хоботні (Proboscidea).
У тропічних морях широко розвинені нумулітіди — великі форамініфери, з'являються кити й сирени (Sirenia).
У зв'язку із кліматичними змінами середини еоцену, на значній частині планети масиви джунглів поступилися місцем рідколіссю і рівнинам. Життя на відкритій місцевості сприяло збільшенню розмірів ссавців. Азія стала батьківщиною гігантських бронтотеріїв (Brontotherium) (наприклад, емболотерія (Embolotherium)) і масивних м'ясоїдних звірів (наприклад, ендрюзарх (Andrewsarchus mongoliensis), сягав у довжину 5,5 м). У теплих морях плавали примітивні кити (наприклад, базилозавр (Basilosaurus) і дорудон (Dorudon)), а на узбережжі Африки жили мерітерій (Moeritherium) і химерний арсінотерій (Arsinoitherium).
Багато тварин не змогли пристосуватися до кліматичних змін кінця еоцену, й за кілька мільйонів років п'ята частина всіх видів живих істот на планеті вимерла. Серед вимерлих представників фауни еоцену: дорудон, базилозавр, ентелодон, амбулоцет, ендрюзарх, гієнодон.